# امزاجرد
امزاجرد، روستایی از توابع بخش مرکزی شهرستان همدان در استان همدان ایران است.
از اماکن تاریخی و دیدنی روستای امزاجرد میتوان به تپه گورستان امزاجرد ، حمام قدیمی امزاجرد ، تپه خندان امزاجرد و اقامتگاه بوم گردی مزداگرد و اقامتگاه رضا شمس مولوی اشاره کرد.

## جمعیت
این روستا در دهستان هگمتانه قرار دارد و براساس سرشماری مرکز آمار ایران در سال۱۳۹۵، جمعیت آن۳۰۵۸ نفر (۸۵۶ خانوار) بوده‌است.